# Masters of Time
Masters of Time est un recueil de deux nouvelles de science-fiction écrites par A. E. van Vogt (Canada), publié  en 1950, et n'est pas traduit en français. Il est aussi publié sous les titres Recruiting Station ou Earth's Last Fortress.
Ce recueil contient une version allongée de la nouvelle La Dernière Forteresse publiée dans le recueil de nouvelles La Dernière Forteresse.

## Résumé
(Voir le résumé de la nouvelle La Dernière Forteresse dans le recueil de nouvelles La Dernière Forteresse.)